# اگزاویه ژان
اگزاویه ژان (فرانسوی: Xavier Jan‎؛ زادهٔ ۲ ژوئن ۱۹۷۰ ‏(۵۴ سال)) دوچرخه‌سوار اهل فرانسه است.
از باشگاه‌هایی که در آن رکاب زده‌است می‌توان به تیم دوچرخه‌سواری اف‌دی‌جی و سن میشل–اوبر۹۳ اشاره کرد.